# Nagara (1921)
Nagara (jap. 長良) – japoński krążownik lekki z okresu międzywojennego i II wojny światowej, prototypowa jednostka typu Nagara. Wodowany 25 kwietnia 1921 roku, wszedł do służby w Dai-Nippon Teikoku Kaigun (Cesarska Marynarka Wojenna Wielkiej Japonii) 21 kwietnia 1922 roku. Okręt brał udział w wojnie chińsko-japońskiej, a następnie w walkach II wojny światowej na Pacyfiku, w tym w bitwie pod Midway i bitwach pod Guadalcanalem. Został zatopiony przez amerykański okręt podwodny 7 sierpnia 1944 roku.
Uzbrojenie główne stanowiło początkowo siedem pojedynczych dział kalibru 140 mm, w późniejszym czasie służby krążownik zyskał podwójne działo uniwersalne kal. 127 mm w miejsce siódmego działa kal. 140 mm oraz liczne stanowiska armat plot. kal. 25 mm. Wyporność standardowa krążownika, o długości 162,5 m, wynosiła początkowo 5170 ts, a po modernizacji w 1944 roku wzrosła do 6050 ts. Napęd stanowiły cztery zespoły turbin, zasilane przez dwanaście kotłów parowych. „Nagara” była w stanie osiągnąć maksymalną prędkość wynoszącą 36 węzłów.

## Zamówienie i budowa
„Nagara” powstała jako pierwsza, prototypowa jednostka z serii krążowników lekkich typu Nagara – stanowiących rozwinięcie znajdujących się jeszcze wówczas w budowie jednostek typu Kuma. Okręty te powstały na mocy decyzji dowództwa Japońskiej Marynarki Wojennej z roku 1917 o budowie ośmiu krążowników o wyporności normalnej wynoszącej 5500 ts. W 1918 roku zamówienie poszerzono o dodatkowe trzy okręty. W ten sposób Flota Cesarska zyskała pięć okrętów typu Kuma oraz sześć jednostek typu Nagara. Okręty obu typów miały taki sam układ kadłuba i rozwiązań technologicznych zastosowanych przy budowie. W stosunku do okrętów reprezentujących projekt Kuma, krążowniki typu Nagara miały większy pomost bojowy, który zyskał kilka dodatkowych kondygnacji, oraz wyrzutnie torpedowe większego kalibru.
Stępkę pod budowę „Nagary” położono 9 września 1920 roku w stoczni Uraga Dock Co.. Wodowanie krążownika odbyło się 29 października 1921 roku, zaś uroczyste wcielenie do służby miało miejsce 21 kwietnia 1922 roku w Yokosuce.

## Opis

### Skrócony opis konstrukcji
Kadłub „Nagary” miał 162,15 m długości całkowitej, zaś długość linii wodnej wynosiła 156,65 m. Szerokość jednostki wynosiła 14,17 m, natomiast jej zanurzenie wynosiło 4,85 m. Projektowa wyporność standardowa wynosiła 5170 ts, zaś wyporność normalna 5690 ts. Według pomiarów, w 1922 roku wyporność „Nagary” w stanie lekkim wynosiła 4974,6 ton, w stanie próbnym „2/3”: 6539,8 ton, a wyporność pełna: 7203,7 ton. W wyniku modernizacji z 1944 roku wyporność standardowa wzrosła do 6050 ts. Załoga jednostki liczyła bazowo 450 osób, w tym 37 oficerów. W wypadku pełnienia funkcji okrętu flagowego zaokrętowanych było na nim dodatkowych 27 osób, w tym 5 oficerów.
„Nagara” napędzana była przy pomocy czterech zespołów turbin parowych systemu Parsonsa, do których parę dostarczało dwanaście kotłów opalanych paliwem płynnym i węglem. Po modernizacji kotły opalano wyłącznie ropą. Każdy zespół turbin za pośrednictwem własnej przekładni redukcyjnej napędzał swoją linię wału napędowego, zakończoną pojedynczą, trójpłatową śrubą napędową. Układ napędowy generował maksymalną moc wynoszącą 90 000 KM. Maksymalna prędkość projektowa wynosiła 36 węzłów, lecz podczas prób „Nagara” rozwinęła moc siłowni 92 670 KM i prędkość maksymalną 34,9 węzła (przy wyporności 5580 ts). Zasięg jednostki wynosił 8500 Mm przy prędkości 10 węzłów, 6000 Mm przy 14 w. oraz 1000 Mm przy prędkości wynoszącej 23 węzły. Energię elektryczną na okręcie zapewniały dwa spalinowe generatory prądu stałego o napięciu 110 V i mocy odpowiednio 66 i 88 kW, zainstalowane w przedziale maszynowni.
Zastosowany układ opancerzenia kadłuba obejmował burtowy pas pancerny o grubości 63,5 mm, łączący się z pokładem górnym, o długości 73,17 m oraz wysokości 4,87 m, z czego 0,84 m znajdowało się pod wodą. Zapewniał ochronę przed ostrzałem z dział kalibru 102 mm. Pas ten znajdował się na obu burtach i chronił pomieszczenia kotłowni oraz maszynowni. Wykonany był ze stali o wysokiej odporności na rozciąganie, a składał się dwóch warstw płyt pancernych. Pokład główny jednostki pokryto płytami pancernymi o grubości 28,5 mm. Zamontowane wcześniej główne działa kal. 140 mm osłonięto maskami pancernymi o grubości 10 mm. Komory amunicyjne dział artylerii głównej zostały opancerzone płytami o grubości 32 mm, natomiast opancerzenie szybów podajników amunicyjnych wynosiło 16 mm.

### Uzbrojenie i wyposażenie
„Nagarę” wyposażono w dalocelowniki, lornety oraz kompasy. Większość tego wyposażenia znajdowała się na pokładzie kompasowym. Okręt miał dwa maszty. Jeden ulokowano za dziobówką, a drugi na śródokręciu w okolicach rufy. Na dziobowym maszcie znajdował się dalocelownik Typu 13 służący do kierowania ogniem artyleryjskim, stanowisko dowodzenia artylerią i dwa reflektory. Na przełomie 1940/41 roku reflektory o średnicy 90 cm zastąpiono przez trzy o średnicy 110 cm. Początkowo okręt miał dalmierz 2,5-metrowy na mostku, a podczas modernizacji na przełomie 1932/33 otrzymał dalmierz o bazie 4,5 m w wieży nad mostkiem. W 1943 roku okręt otrzymał radar ostrzegania powietrznego Typu 21. Radar w postaci płaskiej, kwadratowej anteny zamontowano na trójnożnym maszcie na dachu pomostu kompasowego. Latem 1944 roku dodatkowo zamontowano radar ostrzegania nawodnego Typu 22.
Okręt wyposażono pierwotnie w platformę startową dla samolotu myśliwskiego Mitsubishi 1MF, znajdującą się na dziobie przed nadbudówką, z hangarem w nadbudówce, która nie okazała się jednak praktyczna i nie była używana. W 1934 roku została zastąpiona przez obrotową katapultę dla wodnosamolotów zamontowaną na pokładówce rufowej. Od roku 1934 okręt używał wodnosamolotów Nakajima E8N lub Kawanishi E7K. Ostatni typ samolotu używany był wtedy, gdy okręt pełnił rolę jednostki flagowej. Katapulta startowa została zdemontowana podczas remontu na przełomie stycznia i maja 1944 roku. Do wykrywania okrętów podwodnych okręt zyskał hydrofon i stację hydrolokacyjną.

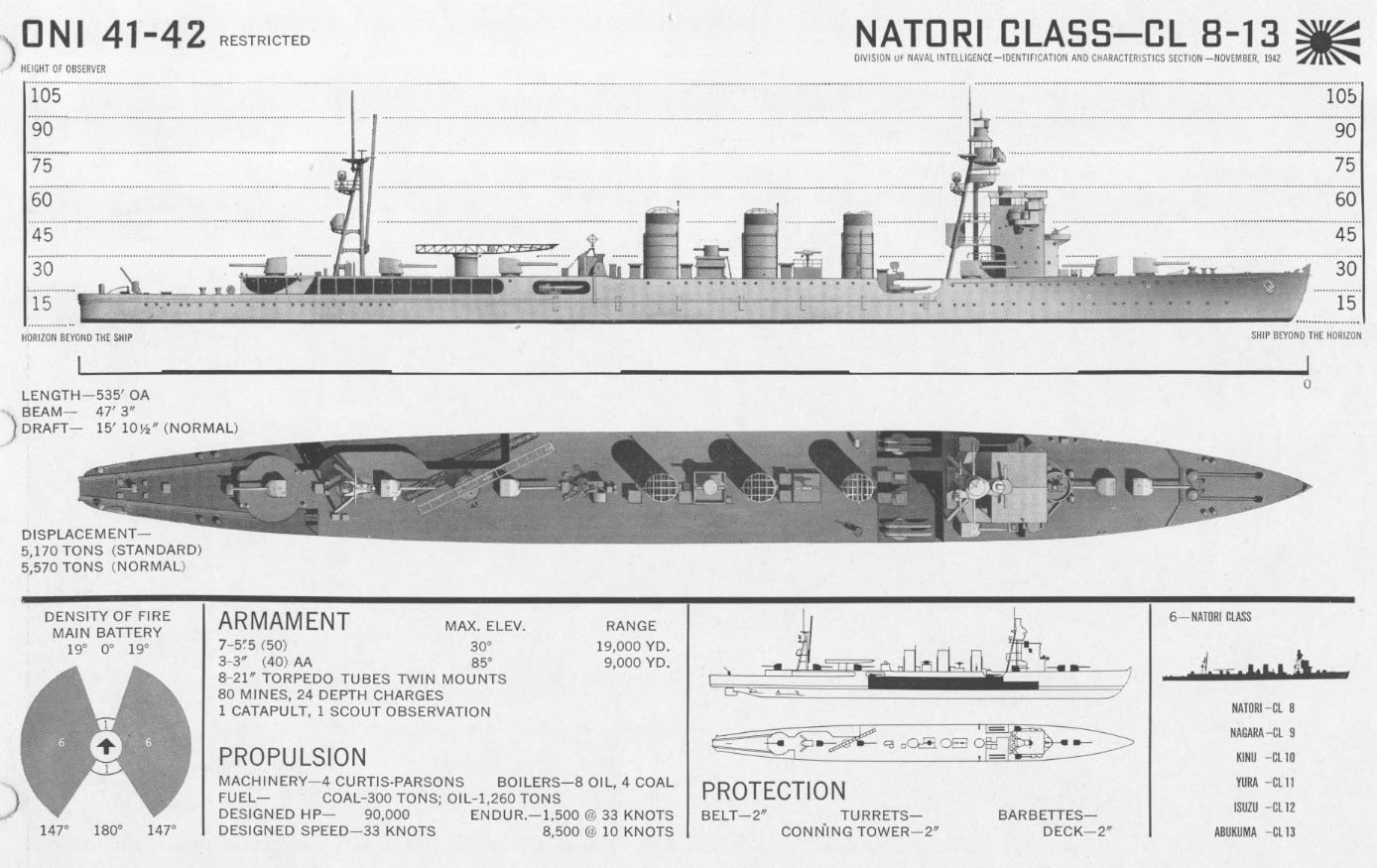
Sylwetka okrętów typu Nagara (poniżej schemat kątów ostrzału artylerii i schemat opancerzenia)

W momencie wejścia do linii krążownik uzbrojony był w siedem głównych dział okrętowych L/50 Typ 3 kalibru 140 mm, w pojedynczych stanowiskach osłoniętych maskami pancernymi. Dwa działa umiejscowione były na dziobie, w układzie tandemu, jednak lufy były skierowane w inne strony. Lufa działa numer jeden skierowana była w kierunku dziobu, zaś lufę działa numer dwa w położeniu marszowym skierowano na nadbudówkę. Po bokach nadbudówki ulokowano po jednym dziale (jedno na każdą burtę), zaś pozostałe trzy działa zamontowano wzdłuż płaszczyzny symetrii kadłuba – dwa stanowiska umiejscowiono za ostatnim kominem na śródokręciu, a ostatnie działo ulokowane było na rufie. Dla pięciu dział przewidziano zapas pocisków wynoszący po 120 sztuk, zaś dla dwóch bocznych dział zapas ten wynosił 105 sztuk. Dodatkowo „Nagara” dysponowała dwiema armatami salutacyjnymi kal. 47 mm.
W zakresie uzbrojenia przeciwlotniczego okręt był wielokrotnie przezbrajany. W momencie wejścia do służby składało ono się z dwóch pojedynczych armat przeciwlotniczych kal. 76,2 mm, zamontowanych po bokach pierwszego komina. Zapas amunicji dla każdej z armat wynosił 240 sztuk, była ona rozdzielnego ładowania. Uzbrojenie to uzupełniały dwa karabiny maszynowe Typu 3 kalibru 6,5 mm. Karabiny te umiejscowiono pomiędzy drugim a trzecim kominem. Na początku 1933 roku na okręcie zamontowano stanowisko poczwórnych wkm Hotchkiss kalibru 13,2 mm na platformie przed nadbudówką dziobową. Dwie armaty plot. kal. 76,2 mm zastąpiono w tym samym czasie podwójnymi stanowiskami karabinów maszynowych Typu 93 kal. 13,2 mm, które z kolei zastąpiono na początku 1941 roku podwójnymi stanowiskami działek Typu 96 kal. 25 mm. Dwa karabiny kal. 6,5 mm zostały na przełomie 1932/33 zastąpione przez karabiny maszynowe Lewis kal. 7,7 mm. W roku 1944 uzbrojenie artyleryjskie krążownika stanowiło 5 dział kalibru 140 mm, jedno podwójne działo uniwersalne kal. 127 mm, 8 pojedynczych wkm kal. 13,2 mm oraz 22 działa przeciwlotnicze Typu 96 kal. 25 mm w układzie 2 × III (zamontowane w miejsce zdjętej rufowej katapulty dla samolotów), 6 × II oraz 14 × I.
Okręt miał także cztery podwójne wyrzutnie torped kalibru 610 mm dla torped Typu 8. W późniejszym czasie cztery podwójne wyrzutnie torped zastąpiono dwiema poczwórnymi Typu 92 tego samego kalibru dla torped Typ 93. Łącznie krążownik zabierał zapas 16 torped. Dodatkowo okręt zyskał dwie zrzutnie bomb głębinowych. „Nagara” miała także zainstalowane tory minowe dla 48 min morskich.

## Służba

### Okres międzywojenny
Uroczyste wprowadzenie do służby „Nagary” odbyło się 21 kwietnia 1922 roku w Sasebo. Nazwa jednostki pochodziła od rzeki Nagara, przepływającej w pobliżu miasta Natori. Został on okrętem flagowym 5. Flotylli Krążowników (Sentai 5). W lutym i marcu 1923 roku krążownik operował głównie na wodach Morza Południowochińskiego wraz z okrętami Sentai 5. W październiku 1924 roku jednostka odbyła rejs na wyspę Haha-jima. W marcu i kwietniu 1925 roku okręt wraz z 2. Flotyllą Niszczycieli oraz Sentai 5 wypłynął w rejon rzeki Jangcy i miasta Qingdao, operując tam przez dwa miesiące. 1 grudnia 1925 roku okręt stał się okrętem flagowym dowódcy bazy wojskowej Mako, dodatkowo pełnił on funkcję okrętu strażniczego. W marcu 1926 roku okręt zawinął do Shantou oraz Indii Holenderskich. W listopadzie 1926 roku krążownik trafił do rezerwy w Sasebo.
Od grudnia 1927 roku do lutego 1928 roku okręt bazował w Qingdao. Od 10 grudnia 1928 roku „Nagara” weszła w skład Sentai 3, należącej do Pierwszej Floty. Z przerwami, od marca 1929 roku do kwietnia 1931 okręt operował w rejonie pomiędzy Qingdao a Qinhuangdao. Od grudnia 1931 roku do stycznia 1934 okręt przeszedł modernizację w Sasebo – swoim porcie macierzystym. Modernizacja polegała na przebudowie pomieszczeń nadbudówki, unowocześniono wyposażenie oraz zdemontowano dziobową platformę startową. Od stycznia 1934 roku „Nagara” została oddelegowana do pełnienia funkcji okrętu flagowego Sentai 8. W latach 1935–1937 krążownik został poddany kolejnej modernizacji, zaś po skończonym remoncie w 1937 roku, okręt ochraniał bazę w Sasebo.
Od lipca 1937 roku podczas konfliktu chińsko-japońskiego okręt wraz z grupą niszczycieli patrolował na Morzu Południowochińskim oraz wspierał desant w okolicach miasta Kanton. W listopadzie 1939 roku okręt powrócił do portu w Sasebo. W kwietniu 1940 roku okręt został przekierowany do rezerwy w Maizuru. Tamże od października 1940 roku do stycznia 1941 roku okręt przechodził kolejną modernizację, polegającą na wzmocnieniu artylerii przeciwlotniczej.

### Lata 1941–1942
Po modernizacji okręt wyruszył w rejon południowych Indochin. Od czerwca do września 1941 roku jednostka operowała w składzie Sentai 15. Od listopada okręt bazował na Palau, gdzie został wydzielony do grupy okrętów mającej zaatakować Filipiny. 8 grudnia 1941 roku okręt wyruszył w grupie składającej się z czterech niszczycieli oraz siedmiu statków transportowych. Do desantu sił doszło 11 i 12 grudnia 1941 roku w okolicach Legazpi. 13 grudnia grupa zawinęła do portu Koniya, zaś 15 grudnia okręt eskortował 24 statki transportowe, które płynęły na Luzon.
2 stycznia 1942 roku okręt wpłynął do bazy morskiej w Davao. 9 stycznia 1942 roku okręt wypłynął z eskortą niszczycieli i 10 transportowców z piechotą, która wylądowała dwa dni później w Manado i Kema na Celebesie Północno-Wschodnim. 25 stycznia „Nagara” uczestniczyła w kolizji z niszczycielem „Hatsuharu”, który przy prędkości 21 węzłów uderzył w burtę krążownika. W wyniku incydentu okręt został uszkodzony, a dwóch marynarzy zostało rannych. Naprawa okrętu po incydencie trwała do 31 stycznia. W lutym 1942 roku okręt operował w rejonie Bali. 8 marca okręt udał się do opanowanej Dżakarty, by dołączyć do sił mających zapewnić zająć Holenderskie Indie Wschodnie. 11 kwietnia okręt powrócił do Japonii, gdzie w Maizuru poddano go miesięcznemu remontowi. Jednocześnie od 10 kwietnia 1942 okręt został jednostką flagową kontradmirał Susumu Kimury. Dołączył on do Sentai 10, której zadaniem było zapewnienie osłony lotniskowcom. Podczas bitwy pod Midway, „Nagara” wraz z 11 niszczycielami zapewniała osłonę grupie lotniskowców dowodzonej przez wiceadmirała Chūichi Nagumo. Po zatopieniu lotniskowca „Akagi”, krążownik stał się okrętem sztabowym, na jego pokład przeniósł się wadm. Nagumo.
Na początku sierpnia tego samego roku okręt przeszedł remont w Kure. 16 sierpnia okręt wraz z grupą wadm. Nagumo obrał cel na Wyspy Salomona. 24 sierpnia wraz z grupą niszczycieli okręt wszedł w skład grupy dowodzonej przez kadm. Hiroaki Abe. 5 września krążownik udał się na atol Chuuk. Okręt wziął udział w bitwie koło wysp Santa Cruz. W dniach 12–13 listopada krążownik osłaniał pancerniki „Hiei” oraz „Kirishima”, które ostrzelać miały Guadalcanal, ostatecznie nie dokonano ostrzału wyspy. Doszło wtedy do bitwy z okrętami amerykańskimi. Podczas nocnego starcia z krążownikiem USS „San Francisco” (CA-38) japoński okręt doznał lekkich uszkodzeń. Podczas kolejnego starcia koło Guadalcanalu w dniach 14–15 listopada, okręt wraz z dwoma niszczycielami walczył z grupą pancerników i niszczycieli kadm. Willisa Augustusa Lee. Podczas walki japońskie okręty wystrzeliły łącznie 34 torpedy. Nieuszkodzona „Nagara” powróciła do Chuuk 18 listopada 1942 roku.

### Lata 1943–1944

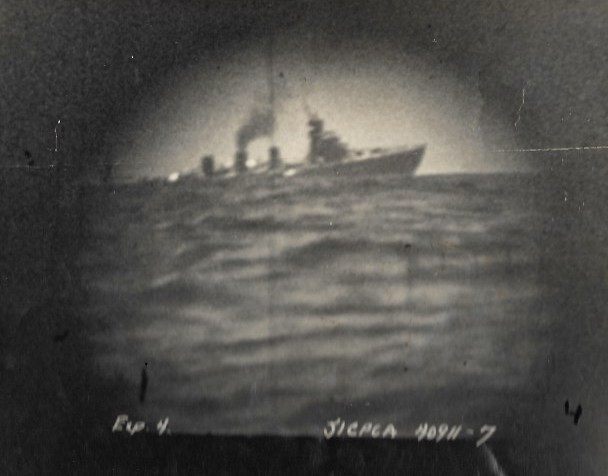
Zdjęcie tonącej „Nagary” zrobione z pokładu okrętu podwodnego USS „Croaker”, 7 sierpnia 1944

Z początkiem stycznia 1943 roku z krążownika zdemontowano piątą, główną armatę kal. 140 mm. 24 stycznia podczas ćwiczeń artyleryjskich doszło do eksplozji jednego z pocisków, która uszkodziła nadbudówki jednostki. W lutym „Nagara” brała udział w ewakuacji garnizonu Guadalcanalu. Do maja okręt pozostawał na atolu Chuuk, zaś w czerwcu brał udział w desancie na Nauru. W lipcu okręt eskortował lotniskowiec „Jun’yō”. W późniejszym czasie z załadowanymi samolotami, grupa obrała kurs w okolice Nowej Irlandii. 15 lipca w Kaviengu okręt wywołał detonację miny morskiej zrzuconej wcześniej przez australijski samolot Catalina. Eksplozja uszkodziła lekko dno krążownika, jednak nie wymagał on naprawy i pozostał w pełni operacyjny. 20 lipca 1943 roku po rozwiązaniu 4. Flotylli, „Nagara” została okrętem flagowym 2. Flotylli, zastępując zatopiony krążownik „Jintsū”. W dniach od 31 lipca do 5 sierpnia krążownik eskortował lotniskowiec „Unyō” z ładunkiem samolotów na atol Chuuk. W sierpniu i październiku okręt przechodził modernizację w Maizuru, podczas której wzmocniono m.in. artylerię przeciwlotniczą. W listopadzie okręt wraz z niszczycielem „Urakaze” holował uszkodzony krążownik „Agano”. 5 grudnia „Nagara” została zaatakowana przez samoloty startujące z amerykańskich lotniskowców, doznając lekkich uszkodzeń.
Po naprawie, 15 stycznia 1944 roku okręt holował uszkodzony niszczyciel „Naganami” do bazy w Kure, gdzie dopłynął 25 stycznia. Od 26 stycznia do 26 kwietnia 1944 roku „Nagara” przeszła kolejną modernizację, podczas której zyskała m.in. podwójne działo Typu 89 kal. 127 mm w miejsce siódmego działa kal. 140 mm, nowe wyrzutnie torped oraz dodatkowe działka przeciwlotnicze kal. 25 mm. Przebudowie poddano także część pomieszczeń okrętu. W czerwcu okręt odbył rejs z zaopatrzeniem na Ogasawara. W dniach 20–28 lipca w Yokosuce okręt zyskał dodatkowe stanowiska działek plot. kalibru 25 mm oraz osiem pojedynczych stanowisk wielkokalibrowych karabinów maszynowych kal. 13,2 mm. Dodatkowo na okręcie zamontowano radar ostrzegania nawodnego Typu 22 oraz zaokrętowano dwie łodzie transportowe o długości 10 i 13 m. W lipcu i na początku sierpnia okręt odbywał dwa rejsy na Okinawę. 7 sierpnia okręt eskortowany był przez ścigacz okrętów podwodnych i dwa wodnosamoloty. Około godziny 12:15 z pokładu „Nagary” dostrzeżono okręt podwodny. O godzinie 12:22 w prawą burtę krążownika trafiła torpeda wystrzelona z amerykańskiego okrętu podwodnego USS „Croaker” (SS-246). W wyniku trafienia doszło do uszkodzenia steru i zalania maszynowni. Przechył okrętu na trafioną burtę wynosił 22° i aby wyrównać okręt zalano przedziały na lewej burcie. O godzinie 12:40 okręt zaczął tonąć rufą, po czym finalnie zatonął na pozycji 32°09′N 129°53′E/32,150000 129,883333. Zginęło 348 marynarzy, uratowano zaś 235. „Nagara” została skreślona ze stanu floty 10 października 1944 roku.